# Miconia aligera
Espèce
Statut de conservation UICN

 VU B1+2c : Vulnérable
Miconia aligera est une espèce de plantes à fleurs de la famille des Melastomataceae endémique du Pérou.

## Publication originale
- Phytologia 23(5): 486–487. 1972. (Jul 1972)